# Poligon

Poligoane de diferite tipuri: deschis (fără contur), doar conturul (fără interior), închis (incluzând atât conturul, cât și interiorul) și cu autointersectare și autosuprapunere (cu diferite densități în diferite regiuni)

În geometria euclidiană, un poligon (gr.: polys = multe și gonos = unghi) este o figură geometrică plană, închisă, formată prin reuniunea unui număr finit de segmente de linii drepte, numite laturi. Lungimea totală a tuturor laturilor unui poligon se numește perimetru.

### Linie poligonală
DefinițieFiind date {\displaystyle \ n} puncte distincte M1,M2, M3,..., Mn {\displaystyle (n\in \mathbb {N} ,n\geq 3)}, se numește linie poligonală o reuniune de segmente de forma  [M1 M2] {\displaystyle \cup } [M2 M3] {\displaystyle \cup } ... {\displaystyle \cup } [Mn-1 Mn]  care nu sunt unul în prelungirea celuilalt. Punctele M1,M2, M3,..., Mn se numesc vârfurile liniei poligonale, iar segmentele [M1 M2],...,[Mn-1 Mn] se numesc laturile liniei poligonale. Laturile [M1 M2] și [M2 M3] sau [M2 M3] și [M3 M4] sau, în general, [Mk-1 Mk] și [Mk Mk+1] se consideră că sunt „laturi vecine”, iar punctele M1 și Mn se numesc „capetele liniei poligonale”. Dacă cele două capete ale unei linii poligonale coincid, linia poligonală se numește închisă.
DefinițieDacă într-o linie poligonală închisă numai laturile vecine au câte un punct comun și oricare două laturi nu sunt una în prelungirea celeilalte, atunci linia poligonală închisă se numește poligon. Vârfurile liniei poligonale închise care determină poligonul se numesc vârfurile poligonului, iar laturile liniei poligonale închise se numesc laturile poligonului. Unghiurile formate de laturi vecine se numesc unghiurile poligonului. Segmentele care au ca extremități două vârfuri ale poligonului, care nu sunt vecine, se numesc diagonalele poligonului. Suma lungimilor tuturor laturilor poligonului este perimetrul poligonului.
DefinițieUn poligon se numește poligon convex dacă, oricare ar fi o latură a sa, toate vârfurile nesituate pe latura considerată se află de aceeași parte a dreptei în care este inclusă latura respectivă.
TeoremăSuma măsurilor unghiurilor unui poligon convex cu {\displaystyle \ n} laturi este: {\displaystyle (n-2)\cdot 180^{\circ }}.

### Poligoane regulate
DefinițieSe numește poligon regulat un poligon convex cu toate laturile sale congruente și toate unghiurile sale congruente. Dacă, printr-un procedeu oarecare, am împărțit un cerc în {\displaystyle \ n} arce congruente {\displaystyle (n\geq 3)} și ducem coardele care le subîntind pe fiecare dintre ele, atunci, unind punctele de diviziune succesive, obținem un poligon regulat. Laturile acestui poligon sunt congruente, deoarece subîntind arce de cerc de aceeași măsură: {\displaystyle \left({\frac {360}{n}}\right)^{\circ }}, iar unghiurile poligonului sunt de asemenea congruente, deoarece sunt unghiuri înscrise în cerc și cuprind între laturile lor arce de măsuri egale cu  {\displaystyle \left[{\frac {180}{n}}\cdot (n-2)\right]^{\circ }}.

### Latura și apotema unui poligon regulat înscris în cerc
- {\displaystyle \ l_{n}=2R\sin {\frac {180^{\circ }}{n}};} {\displaystyle \ a_{n}=R\cos {\frac {180^{\circ }}{n}}.} (unde {\displaystyle \ R} este raza cercului circumscris poligonului și {\displaystyle \ n} numărul de laturi).

Prin apotemă înțelegem distanța de la centrul poligonului la fiecare dintre laturile lui.
- {\displaystyle \ l_{3}=R{\sqrt {3}};} {\displaystyle \ a_{3}={\frac {R}{2}};} {\displaystyle \ a_{3}={\frac {l{\sqrt {3}}}{6}};}
- {\displaystyle \ l_{4}=R{\sqrt {2}};} {\displaystyle \ a_{4}={\frac {R{\sqrt {2}}}{2}};}
- {\displaystyle \ l_{6}=R;} {\displaystyle \ a_{6}={\frac {R{\sqrt {3}}}{2}};}

### Aria unui poligon regulat
Aria suprafeței delimitate de linia poligonală închisă este în funcție de numărul n al laturilor:
- {\displaystyle \ A_{n}={\frac {l_{n}\cdot a_{n}}{2}}\cdot n;} {\displaystyle \ A_{n}={\frac {P_{n}\cdot a_{n}}{2}};} (semiprodusul dintre perimetrul și apotema poligonului).

{\displaystyle \ A_{n}=nR^{2}\sin {\frac {180^{\circ }}{n}}\cos {\frac {180^{\circ }}{n}};} (unde {\displaystyle \ R} este raza cercului circumscris poligonului și {\displaystyle \ n} numărul de laturi).
- {\displaystyle \ A_{3}={\frac {l^{2}{\sqrt {3}}}{4}};} {\displaystyle \ A_{3}={\frac {3R^{2}{\sqrt {3}}}{4}};} {\displaystyle \ A_{4}=2R^{2};} {\displaystyle \ A_{6}={\frac {3R^{2}{\sqrt {3}}}{2}}.}

## Poligoane stelate
Poligoanele stelate sunt acele poligoane în care laturile lor nu se intersectează doar în capete.

## Denumirea poligoanelor în funcție de numărul laturilor
| Nume                  | Laturi |
| --------------------- | ------ |
| monogon               | 1      |
| digon                 | 2      |
| triunghi              | 3      |
| patrulater (tetragon) | 4      |
| pentagon              | 5      |
| hexagon               | 6      |
| heptagon              | 7      |
| octogon               | 8      |
| eneagon               | 9      |
| decagon               | 10     |
| endecagon             | 11     |
| dodecagon             | 12     |
| tridecagon            | 13     |
| tetradecagon          | 14     |
| pentadecagon          | 15     |
| hexadecagon           | 16     |
| heptadecagon          | 17     |
| octodecagon           | 18     |
| eneadecagon           | 19     |
| icosagon              | 20     |
| icosienagon           | 21     |
| icosidigon            | 22     |
| icositrigon           | 23     |
| icositetragon         | 24     |
| icosipentagon         | 25     |
| icosihexagon          | 26     |
| icosiheptagon         | 27     |
| icosioctogon          | 28     |
| icosieneagon          | 29     |
| triacontagon          | 30     |
| tetracontagon         | 40     |
| pentacontagon         | 50     |
| pentacontaenagon      | 51     |
| hexacontagon          | 60     |
| heptacontagon         | 70     |
| octocontagon          | 80     |
| eneacontagon          | 90     |
| eneacontaeneagon      | 99     |
| hectogon              | 100    |
| 257-gon               | 257    |
| chiliagon             | 1000   |
| miriagon              | 10 000 |
| 65537-gon             | 65 537 |
| megagon               | 1 000  |